# Renan Buiatti
Renan Zanatta Buiatti (Uberlândia, 10 gennaio 1990) è un pallavolista brasiliano, opposto del Tourcoing.

## Carriera

### Club
La carriera di Renan Buiatti inizia nella squadra della sua città, il Praia Clube, dove muove i primi passi nel mondo della pallavolo prima di essere notato dall'allenatore del Banespa, in seguito chiamato BVC, che lo porta nelle selezioni giovanili del club, col quale fa il suo esordio in Superliga nell'annata 2009-10. Passa poi al São Bernardo, nel campionato seguente, legandosi al club per un triennio.
Nella stagione 2013-14 passa al Sesi, dove vince il Campionato Paulista, mentre nella stagione seguente viene ingaggiato per la prima volta all'estero, approdando alla Porto Robur Costa di Ravenna, militante in Superlega, campionato dove resta anche nell'annata 2015-16, ma difendendo i colori del Milano. Rientra nella massima divisione brasiliana per il campionato 2016-17, ingaggiato dal Sada, con cui vince il campionato mondiale per club 2016: corso dell'annata viene però ceduto all'Asepel, mentre nel campionato seguente veste la maglia del Sesc, sempre in Superliga Série A, conquistando il Campionato Carioca.
Nella stagione 2018-19 è nuovamente nel massimo campionato italiano, giocando con la New Mater, tuttavia, per il finale dell'annata si trasferisce in Turchia, dove veste la maglia del Sorgun in Voleybol 1. Ligi. Nella stagione seguente torna in patria e gioca nuovamente per il BVC. Per il campionato 2020-21 viene ingaggiato nella Ligue A francese dal Tours, ma, a causa di alcuni problemi al piede sinistro, viene costretto a rinunciare al contratto coi transalpini per sottoporsi a un intervento chirurgico: torna quindi in campo per l'inizio della Superliga Série A, che disputa con l'Itapetininga, dove resta anche le campionato seguente, quando il suo club si trasferisce a São José dos Campos, giocando con la nuova denominazione di Amigos do Vôlei.
Nell'annata 2022-23 è nuovamente nella massima divisione transalpina, stavolta con il Tourcoing.

### Nazionale
Viene convocato nella nazionale under 19 brasiliana, con cui disputa il campionato mondiale 2007, mentre con la nazionale under 21 vince il campionato mondiale 2009, giocando però come centrale e ottenendo il premio individuale come miglior muro.
Nel 2010 arrivano anche le prime convocazioni con la nazionale maggiore, esordendo in occasione della Coppa panamericana, mentre un anno dopo, con la nazionale universitaria, conquista la medaglia di bronzo alla XXVI Universiade. In seguito vince la medaglia d'argento al campionato mondiale 2014 e nel 2015 l'argento ai XVII Giochi panamericani e l'oro al campionato sudamericano.
Nel 2017 si aggiudica la medaglia d'argento alla World League e quella d'oro al campionato sudamericano e alla Grand Champions Cup.

## Palmarès

### Club
- Campionato Paulista: 1

2013
- Campionato Carioca: 1

2018
- Campionato mondiale per club: 1

2016

### Nazionale (competizioni minori)
- Campionato mondiale under 21 2009
- Universiadi 2011
- Giochi panamericani 2015

### Primi individuali
- 2009 - Campionato mondiale under 21: Miglior muro
- 2015 - Giochi panamericani: Miglior opposto
- 2017 - Superliga Série A: Miglior muro